# Milton da Cunha Mendonça
Milton da Cunha Mendonça, detto Mendonça (Rio de Janeiro, 23 maggio 1956 – Rio de Janeiro, 5 luglio 2019), è stato un calciatore brasiliano, di ruolo centrocampista.

## Biografia
Crebbe nel quartiere Bangu di Rio, poiché il padre giocava nell'omonima società calcistica come difensore centrale; la carriera del genitore terminò negli anni 1950. Mendonça ebbe dunque accesso al settore giovanile del club, in cui praticò per la prima volta il gioco del calcio.
In seguito al ritiro ha preso in gestione la scuola calcio Iguaçu Gol Soccer e ha lavorato come commentatore in una emittente radio.
È scomparso nel 2019 all'età di 62 anni a seguito di uno shock settico.

## Caratteristiche tecniche
Giocava come centrocampista offensivo, ricoprendo soprattutto il ruolo di trequartista. Il suo stile di gioco era elegante e la sua tecnica affinata, tanto che, per ruolo e abilità, fu paragonato a Zico, suo contemporaneo.

## Carriera

### Club
Dopo aver mosso i primi passi nelle giovanili del Bangu, a cui arrivò a dodici anni, si trasferì al Botafogo, dove il 13 novembre 1975 debuttò in prima squadra, al Maracanã contro il Corinthians. Nel Botafogo divenne ben presto un titolare, e nel IV Copa Brasil si mise particolarmente in evidenza, segnando quattordici reti in ventiquattro incontri. Con la compagine carioca non vinse però alcun titolo, e nel 1982 lasciò la squadra per firmare con la Portuguesa; vi disputò il Taça de Ouro 1984 segnando sette volte in venti gare. Nel 1985 fu la volta del Palmeiras, che acquistò Mendonça per cercare la vittoria nel campionato Paulista; tuttavia, la squadra ottenne solo un secondo posto. Nel 1987 cambiò maglia, rimanendo però nello stato di San Paolo, accasandosi al Santos, dove giocò trentadue partite. Nel 1989, dopo un periodo in Qatar con l'Al-Sadd, tornò in patria e giocò il campionato brasiliano con l'Inter di Limeira. Il 1990 lo vide tornare brevemente al Bangu, nove incontri, prima di concludere la sua carriera in massima divisione con le quattro gare disputate nel 1991 con il Grêmio. Realizzò la sua ultima rete il 7 aprile contro il Náutico. Partecipò alla Coppa del Brasile 1991 con il XV de Piracicaba e alla Coppa del Brasile 1992 con il Fortaleza, con cui vinse il suo unico titolo di club, il campionato statale. Si ritirò nel 1993.

### Nazionale
Nel 1976 fece parte della selezione Olimpica che partecipò al Torneo Pre-Olimpico CONMEBOL di quell'anno. Nel 1983 ottenne la convocazione per la Copa América; tuttavia, non fu mai impiegato dal CT Parreira..

## Palmarès

### Club

#### Competizioni nazionali
- Campionato Cearense: 1

Fortaleza: 1992